# ルチアーノ・ミーロ
ルチアーノ・ミーロ（Luciano Milo、1980年4月29日 - ）は、イタリア・ローマ出身の男子フィギュアスケート・アイスダンス選手。
1998年、1999年世界ジュニア選手権2位。パートナーはフェデリカ・ファイエラとグロリア・アゴリアーティ。

## 経歴
ローマに生まれ、6歳のころにスケートをはじめた。やがてフェデリカ・ファイエラとカップルを結成し、1996-1997年シーズンの世界ジュニア選手権に初出場し7位となる。翌1997-1998年シーズンには創設されたばかりのISUジュニアグランプリに参戦し、JGPファイナルで優勝。初代アイスダンスチャンピオンとなった。また世界ジュニア選手権でも2位となる。1998-1999年シーズン、再びISUジュニアグランプリに出場。2連覇を目指したJGPファイナルでは2位、世界ジュニア選手権でも再び2位に終わった。
1999-2000年シーズンからシニアクラスに完全転向し、フィンランディア杯で2位。ISUグランプリシリーズにも出場を果たしネイションズ杯では5位となった。また、イタリア選手権で2位となり、2000年欧州選手権および2000年世界選手権の代表に選出された。しかし、2000年欧州選手権では11位に終わり、2000年世界選手権ではオリジナルダンスを終えて途中棄権。このシーズンをもってフェデリカ・ファイエラとのカップルを解消し、新たにグロリア・アゴリアーティとカップルを結成した。
2000-2001年シーズン、グロリア・アゴリアーティと臨んだエリック・ボンパール杯およびネイションズ杯であったが、ともに10位と奮わず、2001年欧州選手権は15位、2001年世界選手権21位に終わった。このシーズンをもってカップルは解散した。

## 主な戦績
- 1999-00までフェデリカ・ファイエラとのカップル。
- 2000-01のみグロリア・アゴリアーティとのカップル。

| 大会/年                       | 1996-97 | 1997-98 | 1998-99 | 1999-00 | 2000-01 |
| ----------------------------- | ------- | ------- | ------- | ------- | ------- |
| 世界選手権                    |         |         |         | 棄権    | 21      |
| 欧州選手権                    |         |         |         | 11      | 15      |
| イタリア選手権                | 2 J     | 1 J     | 1 J     | 2       | 3       |
| GPエリック杯                  |         |         |         |         | 10      |
| GPネイションズ杯              |         |         |         | 5       | 10      |
| フィンランディア杯            |         |         |         | 2       |         |
| 世界Jr.選手権                 | 7       | 2       | 2       |         |         |
| JGPファイナル                 |         | 1       | 2       |         |         |
| JGPメキシコ杯                 |         |         | 1       |         |         |
| JGPブラオエン・シュベルター杯 |         | 2       | 2       |         |         |
| JGPソフィア杯                 |         | 1       |         |         |         |

- J = ジュニアクラス